# يوهانس مولر (عالم عقيدة)
يوهانس مولر (بالألمانية: Johannes Müller)‏ هو عالم عقيدة ألماني، ولد في 19 أبريل 1864 في ريزا في ألمانيا، وتوفي في 4 يناير 1949 في قصر إلماو في ألمانيا.

## وصلات خارجية
- جوهانس مولر على موقع مونزينجر (الألمانية)